# Lista statelor componente ale Statelor Unite ale Americii după rata de creștere a populației
Această pagină este o listă care conține toate statele componente ale Statelor Unite ale Americii sortate după creșterea populației în anul oficial 1 iulie 2006 - 30 iunie 2007 (conform datelor cele mai recente aflate la dispoziție).  Estimările naționale și ale statelor  provin din baza de date a United States Census Bureau. 
| Poziție stat al Uniunii |                                           | Creștere procentuală (%) |
| ----------------------- | ----------------------------------------- | ------------------------ |
| 1                       | Nevada                                    | 2.93                     |
| 2                       | Arizona                                   | 2.81                     |
| 3                       | Utah                                      | 2.55                     |
| 4                       | Idaho                                     | 2.43                     |
| 5                       | Georgia                                   | 2.17                     |
| 6                       | North Carolina                            | 2.16                     |
| 7                       | Texas                                     | 2.12                     |
| 8                       | Colorado                                  | 2.00                     |
| 9                       | Wyoming                                   | 1.96                     |
| 10                      | South Carolina                            | 1.79                     |
| 11                      | Oregon                                    | 1.53                     |
| 12                      | Washington                                | 1.47                     |
| 13                      | New Mexico                                | 1.42                     |
| 14                      | Delaware                                  | 1.41                     |
| 15                      | Tennessee                                 | 1.35                     |
| 16                      | Louisiana                                 | 1.18                     |
| 17                      | Montana                                   | 1.17                     |
| 18                      | Oklahoma                                  | 1.11                     |
| 19                      | Florida                                   | 1.07                     |
| 20                      | South Dakota                              | 0.98                     |
| -                       | Statele Unite ale Americii (per ansamblu) | 0.96                     |
| 21                      | Virginia                                  | 0.94                     |
| 22                      | Arkansas                                  | 0.91                     |
| 23                      | Alaska                                    | 0.89                     |
| 24                      | Kentucky                                  | 0.88                     |
| 25                      | California                                | 0.84                     |
| 26                      | Minnesota                                 | 0.83                     |
| 27                      | Alabama                                   | 0.82                     |
| 28                      | Kansas                                    | 0.73                     |
| 29                      | Missouri                                  | 0.70                     |
| 30                      | Mississippi                               | 0.68                     |
| 31                      | Indiana                                   | 0.68                     |
| 32                      | Nebraska                                  | 0.61                     |
| 33                      | Illinois                                  | 0.59                     |
| 34                      | Iowa                                      | 0.52                     |
| 35                      | Wisconsin                                 | 0.52                     |
| -                       | District of Columbia                      | 0.48                     |
| -                       | Puerto Rico                               | 0.39                     |
| 36                      | Hawai'i                                   | 0.37                     |
| 37                      | North Dakota                              | 0.35                     |
| 38                      | New Hampshire                             | 0.31                     |
| 39                      | Maryland                                  | 0.29                     |
| 40                      | Pennsylvania                              | 0.24                     |
| 41                      | Massachusetts                             | 0.24                     |
| 42                      | New Jersey                                | 0.23                     |
| 43                      | Connecticut                               | 0.19                     |
| 44                      | West Virginia                             | 0.18                     |
| 45                      | Maine                                     | 0.17                     |
| 46                      | New York                                  | 0.08                     |
| 47                      | Vermont                                   | 0.08                     |
| 48                      | Ohio                                      | 0.03                     |
| 49                      | Michigan                                  | -0.30                    |
| 50                      | Rhode Island                              | -0.36                    |